# Агеев, Дмитрий Васильевич
Дми́трий Васи́льевич Аге́ев (21 февраля 1911, Санкт-Петербург, Российская империя — 31 июля 1997, Нижний Новгород, Россия) — советский учёный и педагог в области радиотехники. Доктор технических наук, профессор. Заслуженный деятель науки и техники РСФСР.
Впервые развил теорию кодового разделения сигналов при радиоприёме, которая является основой построения сетей сотовой связи по технологии CDMA. Наряду с В. А. Котельниковым, являлся одним из основоположников теории помехоустойчивости радиоприёма, которую развивал в течение всей жизни, начиная с дипломной работы в институте.

## Биография
Родился 21 февраля 1911 г. в Санкт-Петербурге в семье рабочего-формовщика литейного производства. Мать была домохозяйкой.
В 1930 г. поступил на радиотехнический факультет Ленинградского электротехнического института связи (ЛЭИС). Студента Агеева в ЛЭИС обучали выдающиеся учёные своего времени: основоположник отечественной радиотехники член-корреспондент АН М. А. Бонч-Бруевич, профессор В. В. Татаринов и другие.
В 1933 г. студент Агеев по собственной инициативе и полностью самостоятельно написал свою первую научную работу «Обобщение метода Ньютона вычисления корней уравнения», которая в 1934 г. была опубликована в научно-техническом сборнике ЛЭИС. Эта работа упоминалась в вышедшей в 1937 г. книге «Успехи советской математики за 20 лет».
В 1934 г. студент Агеев написал новую работу, а затем на симпозиуме в Политехническом институте услышал доклад доцента Ю. Б. Кобзарева, в котором аналогичные результаты были получены другим, более сложным методом. Совместная статья этих двух авторов «О переходных процессах в резонансном усилителе», опубликованная в журнале технической физики в 1935 г., стала классической, открывшей новое направление — исследование переходных процессов.
В 1935 году Агеев защитил дипломную работу «Методы борьбы с помехами при радиоприёме», выполненную под руководством М. А. Бонч-Бруевича и признанную государственной экзаменационной комиссией выдающейся. Одновременно комиссия рекомендовала направить Агеева в аспирантуру ЛЭИС, где его научным руководителем стал д.т. н. В. И. Сифоров. По результатам дипломной работы в сборнике ЛЭИС № 10 за 1935 г. была опубликована статья «Основы теории линейной селекции», которая составила основу кандидатской диссертации Дмитрия Васильевича.
28 февраля 1939 г. защитил кандидатскую диссертацию на тему «Линейные методы селекции и проблема пропускной способности эфира». Официальный оппонент М. А. Бонч-Бруевич в своём отзыве о диссертации писал, что этот труд «стоит значительно выше того, что требуется для кандидатской диссертации, и мог бы быть представлен в качестве докторской». Учёный совет ЛЭИС не имел права принимать к защите докторские диссертации и присудил Д. В. Агееву кандидатскую степень, предоставив ему право защищать эту диссертацию в качестве докторской. Но Дмитрий Васильевич счёл неудобным защищать дважды одну и ту же работу. Всего за год он подготовил и в 1940 г. в ЛЭТИ защитил докторскую диссертацию «Новый метод многоканального телеграфирования», в которой предложил и исследовал новый принцип групповой передачи сигналов и их обработки, позволяющий существенно ослабить влияние импульсных помех.
Педагогическая деятельность Агеева началась в 1936 г. в ЛЭИС, продолжалась и во время войны в блокадном Ленинграде. Затем институт был эвакуирован в Тбилиси. Там Дмитрий Васильевич преподавал не только специальные дисциплины, но и заведовал кафедрой математики (1944 г.). Подготовку научных кадров Дмитрий Васильевич начал в Одесском электротехническом институте связи, где в 1946—1949 гг. возглавлял кафедру «Радиоприёмные устройства».

### Горький
Научно-педагогические способности Агеева в полной мере раскрылись в Горьковском политехническом институте, куда он был приглашён для заведования кафедрой. Здесь он работал с 1949 по 1988 г. В 1952 г., благодаря Агееву в институте был восстановлен самостоятельный радиотехнический факультет. Он был его деканом с 1955 г. по 1959 г. и заведовал с 1949 г. кафедрой радиотехники, а с 1952 по 1988 г. организованной им кафедрой радиоприёмных устройств. Под его руководством началась подготовка научных кадров через аспирантуру. Он стал организатором и бессменным руководителем постоянно действующего научного семинара, организатором и редактором научно-технического сборника трудов радиофака. Был существенно увеличен объём проводимых научных работ, резко возрос их уровень.
В течение двенадцати лет Дмитрий Васильевич еженедельно или раз в две недели читал лекции для аспирантов, преподавателей факультета и инженеров предприятий. В них он излагал новые, полученные им теоретические результаты. Лекции были школой творчества, научного поиска, логики научного исследования, использования различного математического аппарата.
Со времени прихода Агеева в институт в течение более 25 лет уровень научной и учебно-методической работы на факультете в значительной мере определялся им самим и его учениками — преподавателями факультета, который встал в один ряд со старейшими радиотехническими факультетами страны. Профессор Агеев принимал активное участие в совершенствовании учебного процесса. Он разработал и применял активный метод лекционного обучения студентов.
В 1988 г. Агеев ушёл на пенсию. Он активно продолжал глубокие научные исследования, работал профессором кафедры радиотехники Шахтинского технологического института в г. Шахты Ростовской области с 12 сентября 1988 года по 17 марта 1989 года (дважды выезжал туда в длительные командировки).
Умер 31 июля 1997 года в Нижнем Новгороде. Похоронен на кладбище «Марьина Роща».

## Научная деятельность
Важнейшим итогом научно-педагогической деятельности профессора Агеева явилось создание научной школы радиоспециалистов в области повышения помехоустойчивости и эффективности радиоэлектронных устройств и систем, развивающей начатые им исследования.

### Помехоустойчивость радиоприёма
Фундаментальные результаты в этой области им были получены уже в 1939 году в кандидатской диссертации. В ней Агеев разработал основы теории ортогонального разделения сигналов, проанализировав все возможные принципы их разделения линейными методами: частотным, временным и по форме. Эти принципы являются основой теории помехоустойчивого приёма сигналов. Метод разделения сигналов по форме лежит в основе технологии CDMA В этой же диссертации за 10 лет до К. Шеннона была найдена предельная пропускная способность частотного канала связи. В основу теории, разработанной Агеевым, была положена физически реализуемая модель сигналов конечной длительности, впервые были широко применены геометрические методы представления сигналов и помех в многомерном функциональном пространстве. Над теорией помехоустойчивости профессор Агеев продолжал работать всю жизнь, были исследованы системы не только с ортогональными, но и линейно-независимыми сигналами. Создана теория разделения сигналов линейными фильтрами с переменными параметрами, определены их предельные возможности, предложена теория построения некоторых типов нелинейных фильтров.

### Линейная и нелинейная теория следящего приема ЧМ сигналов
Другим важнейшим направлением работ Агеева явилась линейная и нелинейная теория следящего приёма ЧМ сигналов. Она была впервые опубликована в трудах Горьковского политехнического института в 1955 и 1956 годах, а затем в 1958 г. в совместной с Я. Г. Родионовым монографии «ЧМ радиоприём со следящей настройкой».

### Теория спектрального представления сигналов
Профессор Агеев внёс весомый вклад в теорию спектральных представлений сигналов. Он ввёл новое понятие — активная полоса частотного спектра функции времени. Относящаяся к этому часть теории Агеева включена А. А. Харкевичем в его монографию «Спектры и анализ». Им также решена задача определения ширины спектра сигналов без вычисления его структуры с использованием не общеизвестного энергетического, а любого важного для практики критерия, например, допустимого уменьшения крутизны фронта или допустимого уровня коэффициента гармоник сигнала. В 1957 г. Агеевым доказана теорема о том, что у произвольной узкополосной функции можно найти участки ограниченной длительности, на которых она может меняться сколь угодно быстро. Профессор Л. М. Финк в своей монографии вспоминает, что во время доклада Агеева на Всесоюзной сессии НТО РЭС им. А. С. Попова «большая часть слушателей не поверила в справедливость этой теоремы и пыталась искать погрешности в доказательстве… Совершенно верное утверждение на первый взгляд противоречит здравому смыслу». В 70-е годы Л. М. Финк провёл свой вариант доказательства этой теоремы. Сейчас теорема нашла практическое применение при построении цифровых звуковых систем.

### Ключевой метод усиления сигналов
Агеевым предложен ключевой метод усиления электрических колебаний, позволяющий увеличить КПД, приближая его к 100 %, а также предложена общая теория усиления сигналов. На этой основе разработано большое число методов повышения энергетической эффективности усилительных устройств его учениками.

### Спектральная теория резонанса
Разработана спектральная теория резонанса в линейных пассивных и активных системах с постоянными параметрами, собственные процессы в которых могут быть не обязательно традиционно колебательными, но и апериодическими, доказана принципиально новая роль потерь энергии в формировании явления резонанса.

### Определение понятий частоты и амплитуды сложных сигналов
Профессор Агеев занимался определением понятий частоты и амплитуды сложных сигналов. Он выявил ошибочность теории о единственности определения частоты и амплитуды с помощью преобразования Гильберта и ввёл новое понятие — интенсивности сигнала с несинусоидальным переносчиком.

### Дискретное представление сигналов
Агеев занимался и вопросами дискретного представления сигналов (теорией дискретизации). Им и его учеником М. Г. Тылесом обоснованы условия однозначного представления непрерывного сигнала и его первой производной при произвольном расположении моментов отсчёта. Полученные результаты обобщают положения известных теорем, лежащих в основе широко распространённой равномерной дискретизации во времени.

## Применение теоретических исследований
Наличие в Нижнем Новгороде таких ведущих центров разработки радиоэлектронных средств, как НИИ радиосвязи, НИИ радиотехники, НИИ приборостроения, научно-исследовательский радиофизический институт, обусловило большую востребованность теоретических исследований для их внедрения в производство. Интенсивные работы в области повышения помехоустойчивости и электромагнитной совместимости проводились на кафедре радиотехники Горьковского государственного университета доктором наук Ю. Н. Бабановым и его учениками. Научные результаты работ профессора Агеева и его учеников неизменно вызывали интерес на всесоюзных конференциях.
Под научным руководством Агеева выполнили и защитили кандидатские диссертации 55 человек, 12 из них защитили и докторские. Из учеников Агеева 31 человек работали или работают на профессорско-преподавательских должностях ГПИ (ныне НГТУ).

## Награды, звания, членства
За многолетнюю и плодотворную научно-педагогическую деятельность Агеев был награждён орденом Трудового Красного Знамени и ему присвоено звание заслуженного деятеля науки и техники РСФСР. В течение ряда лет Дмитрий Васильевич являлся председателем областного совета НТО РЭС им. А. С. Попова. Под его руководством в г. Горьком регулярно проводились всесоюзные конференции по проблемам повышения помехоустойчивости радиоприёма.
Агеев много лет был председателем совета по присуждению учёных степеней кандидатов технических наук по специальности «Радиотехника». Он был членом учёного совета радиофизического факультета Горьковского государственного университета, членом методической комиссии МВО СССР, членом редколлегии журнала «Известия вузов СССР — Радиотехника», издававшегося в Киеве, общественным членом редколлегии издательства «Советское радио».

## Память
- Мемориальная плита на здании первого корпуса Нижегородского государственного технического университета.